# Alture dell'Angara
Le Alture dell'Angara (in russo Ангарский кряж, Angarskij krjaž) sono una fascia di colline e basse montagne della Russia siberiana meridionale, comprese per la quasi totalità nell'oblast' di Irkutsk.
Si allungano per circa 800 km dal versante settentrionale dei monti Sajany fino all'alto bacino della Tunguska Inferiore, raggiungendo una quota massima di 1.022 metri s.l.m. Hanno qui le loro sorgenti i fiumi Tunguska Inferiore e Tunguska Pietrosa; il fiume Angara, che dà il nome all'intera zona, le taglia con andamento sud-nord formando il grande bacino artificiale di Bratsk in seguito allo sbarramento nei pressi di Bratsk.
Il clima della zona è continentale freddo, con inverni molto rigidi ed estati brevi e moderatamente calde; la forma vegetazionale più diffusa è la taiga.
Nelle Alture dell'Angara, specialmente nella loro parte meridionale, sono presenti giacimenti di minerali di ferro.